# Bombylius nevadensis
Bombylius nevadensis är en tvåvingeart som beskrevs av Hall och Neal L. Evenhuis 1980. Bombylius nevadensis ingår i släktet Bombylius och familjen svävflugor.
Artens utbredningsområde är Nevada. Inga underarter finns listade i Catalogue of Life.